# Georg Andreas Böckler

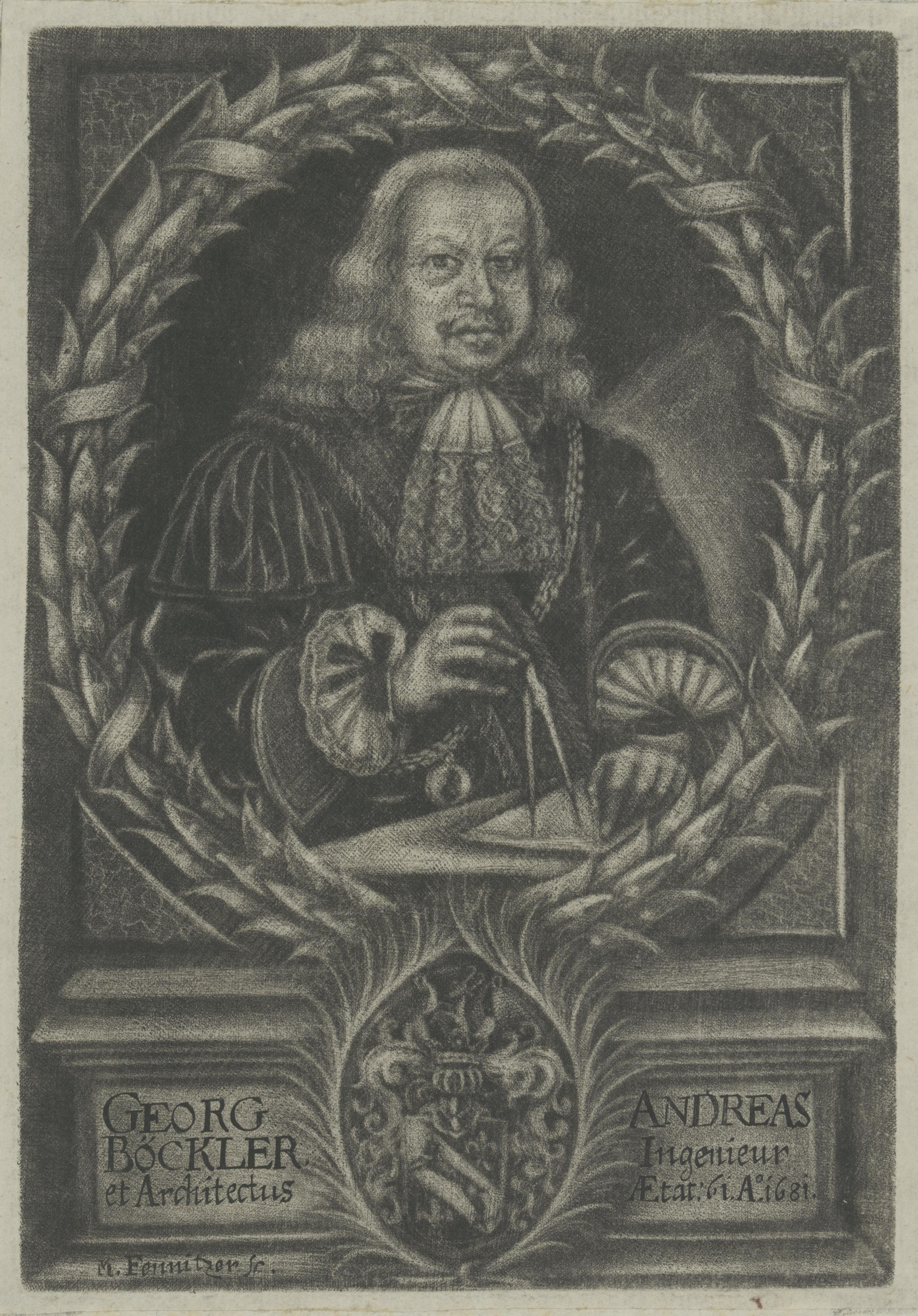
Georg Andreas Böckler, 1681

Georg Andreas Böckler (* um 1617 in Cronheim/Mittelfranken; † 21. Februarjul. / 3. März 1687greg. in Ansbach) war ein deutscher Architekt und Ingenieur, Erfinder und Autor. Die Letzte seiner zahlreichen Veröffentlichungen zu den unterschiedlichsten Themen, eine kommentierte deutschsprachige Ausgabe der ersten beiden „libri“ des Andrea Palladio, erschien 11 Jahre nach seinem Tod im Jahr 1698.

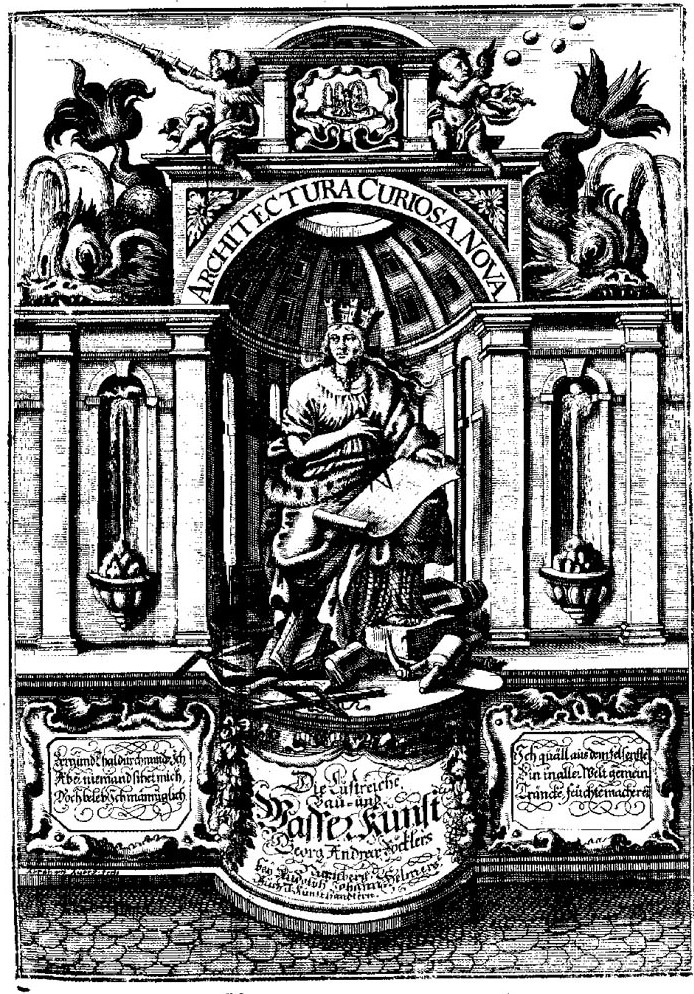
Architectura curiosa nova, 1701

## Leben
Über Böcklers Person ist nur wenig bekannt. Sein Vater war evangelischer Pfarrer in Cronheim, sein Bruder Johann Heinrich Professor in Straßburg. 1656 war er Baumeister am Hofe Eberhards III. als Nachfolger von Heinrich Kretzmeier.
Er sollte vor allem die im Dreißigjährigen Krieg zerstörten Festungen wieder instand setzen. 1673 fertigte er die Pläne für das Schloss Mühlburg, das schon 1689 durch französische Truppen wieder zerstört wurde. Ab 1679 war er zudem Baumeister der Markgrafen von Brandenburg-Ansbach.

## Werk

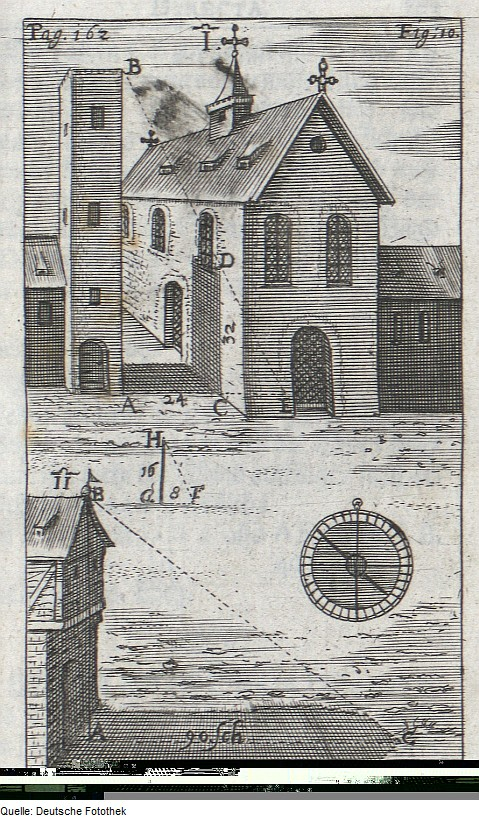
Beispiel zur Berechnung einer Turmhöhe, aus Arithmetica nova militaris von 1661

Von den Bauten Böcklers ist nichts erhalten. Seine Bedeutung für die Nachwelt liegt in den zahlreichen Büchern, die er hinterlassen hat:
- Compendium architecturae civilis. 1648, Digitalisat

Mit diesem Werk wollte er an das Wissen vor dem Krieg anknüpfen, in der Kenntnis, dass in dieser Zeit nicht nur viele Menschen und Bauten vernichtet worden war, sondern auch viel Fachwissen verloren ging.
- Kunstbüchlein handelt von der Radier- und Etzkunst. 1652
- Handbüchlein über die Fortification u. Vestungsbaukunst. 1659
- Arithmetica nova militaris. 1661.

Ein Mathematikbuch für Militärs.
- Theatrum Machinarum Novum, Das ist: Neu vermehrter Schauplatz der Mechanischen Künsten, handelt von allerhand Wasser-Wind-Ross-Gewicht- und Hand-Mühlen ... beneben nützlichen Wasserkünsten. Nürnberg 1661 Digitalisat

Das Buch über er die mechanischen Künste wurde in zahlreichen Auflagen gedruckt: 1661, 1662, 1673, 1703 etc.
- Architectura curiosa d. i. … Bau- und Wasserkunst. Nürnberg 1664 Digitalisat, hierzu folgte noch 1704 eine zweite Auflage:
- ...Darinnen nach dem Leben abgezeichnet und abgebildet zu ersehen seynd 36. schöner Grotten, Palacien, Lusthäuser und Lustgärten. Digitalisat
- Schola militaris moderna. 1665 Digitalisat
- Furnologia, oder, Haushältliche Oefen-Kunst. 1666, Digitalisat
- Geometriae practicae novae libri. 1667, Digitalisat
- Nützliche Hauß- und Feldschule. 1678 Digitalisat,

Ein Handbuch für Ökonomen, ein ungewöhnlich umfassendes Werk, das sich nicht nur mit der Anlage eines Meierhofes beschäftigt, sondern auch die Kochkunst und das Herstellen von Arzneimitteln abhandelt.
- Neues Und zuvor nie also eingerichtetes vollkommenes Seulen-Buch. 1684, Digitalisat

(Aus der Literatur ist unklar, ob es eine Neuauflage von Schola militaris moderna ist oder eine echte Bearbeitung mit neuen Inhalten)
- Neu vermehrte Kriegsschule. 1685, Digitalisat

Ein Handbuch für den Kriegsmann. Das Buch handelt von den Kriegsämtern, Proviant, Sold, Munition, Armatur, Artillerie, Exerzieren, Kriegsrecht, Kommando, Taktik, Lager- und Festungsbau, Friedensschluss, Allianzen usw.
- Ars heraldica. 1688. Digitalisat
- Zusammen mit Andrea Palladio: Die Baumeisterin Pallas: oder, Der in Teutschland erstandene Palladius. 1698, Digitalisat

## Literatur

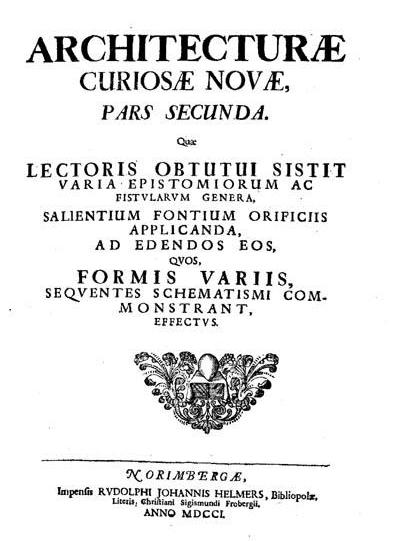
Neue Ergotzliche Sinn-und Kunstreiche auch nutzliche Bau-und Wasser-Kunst vorstellend (1701)